# Катерининська церква в м. Чернігові (монета)
«Катери́нинська це́рква в м. Черні́гові» — пам'ятна монета номіналом 5 гривень, випущена Національним банком України, присвячена церкві, яка є втіленням найкращих традицій вітчизняної сакральної архітектури. Храм збудовано в стилі українського бароко на пошанування пам'яті козаків Чернігівського полку, які виявили героїзм під час штурму турецької фортеці Азов у 1696 році під командуванням полковника Якова Лизогуба. Церква зведена на кошти братів-козаків Якова й Семена Лизогубів, освячена у 1715 році.
Монету введено в обіг 18 вересня 2017 року. Вона належить до серії «Пам'ятки архітектури України».

## Опис монети та характеристики
| Номінал грн. | Метал      | Маса, г | Діаметр, мм | Якість виготовлення       | Гурт     | Тираж, штук                                        |
| ------------ | ---------- | ------- | ----------- | ------------------------- | -------- | -------------------------------------------------- |
| 5            | нейзильбер | 16,54   | 35,0        | спеціальний анциркулейтед | рифлений | 40 000 (у тому числі 15 000 у сувенірній упаковці) |

### Аверс
На аверсі монети розміщено: угорі — малий Державний Герб України, під яким напис «УКРАЇНА»; у центрі на тлі дзеркального хрестоподібного плану Катерининської церкви — герб Лизогубів; рік карбування монети «2017» (праворуч); унизу напис — «5/ГРИВЕНЬ», ліворуч на дзеркальному тлі — логотип Банкнотно-монетного двору Національного банку України.и.

### Реверс
На реверсі монети зображено одну з візитівок Чернігова — Катерининську церкву (вид із висоти пташиного польоту), яка зустрічає гостей міста, та розміщено: праворуч — герб міста, під яким напис «ЧЕРНІГІВ», стилізовану дорогу, написи: «КОЗАЦЬКА/КАТЕРИНИНСЬКА/ЦЕРКВА» (унизу).

15000 монет із загального тиражу було випущено у буклетах
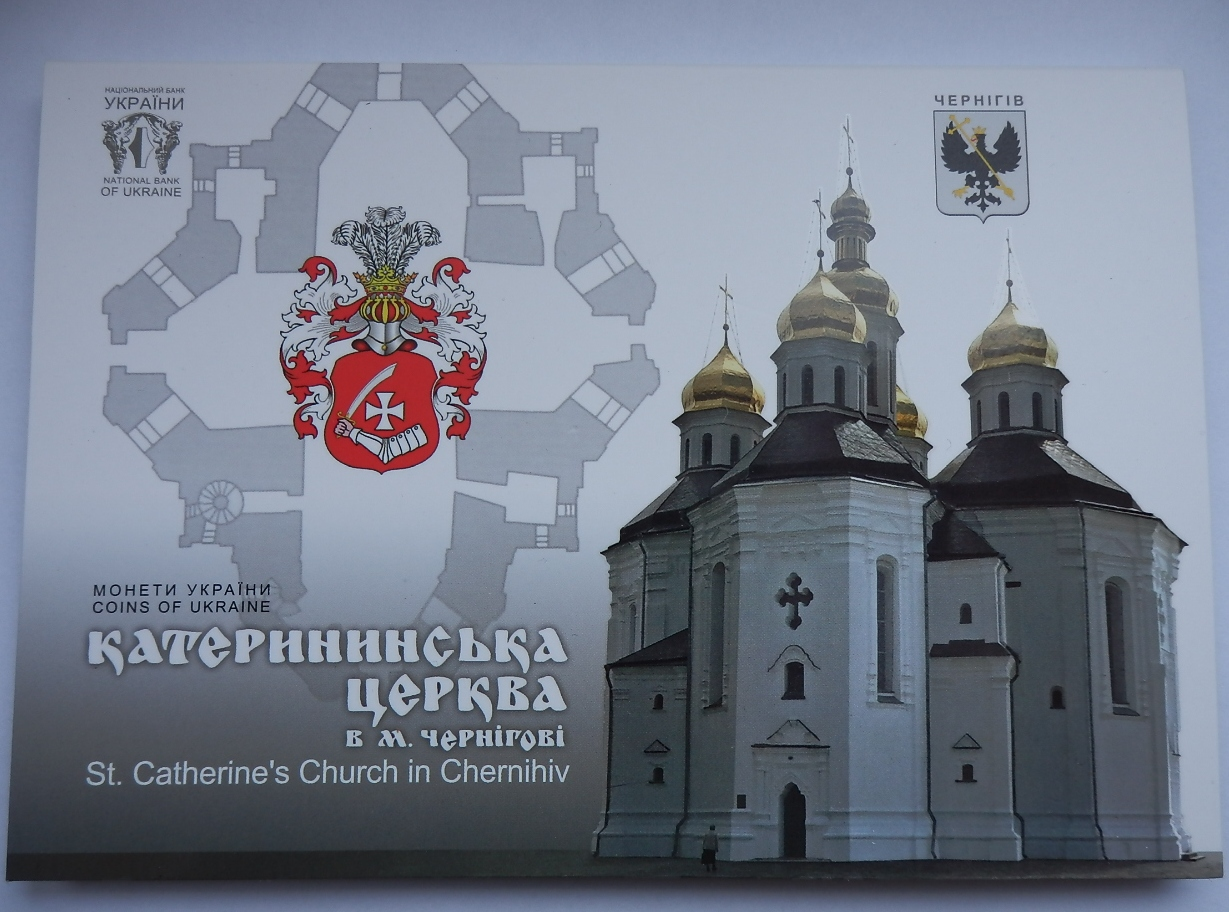
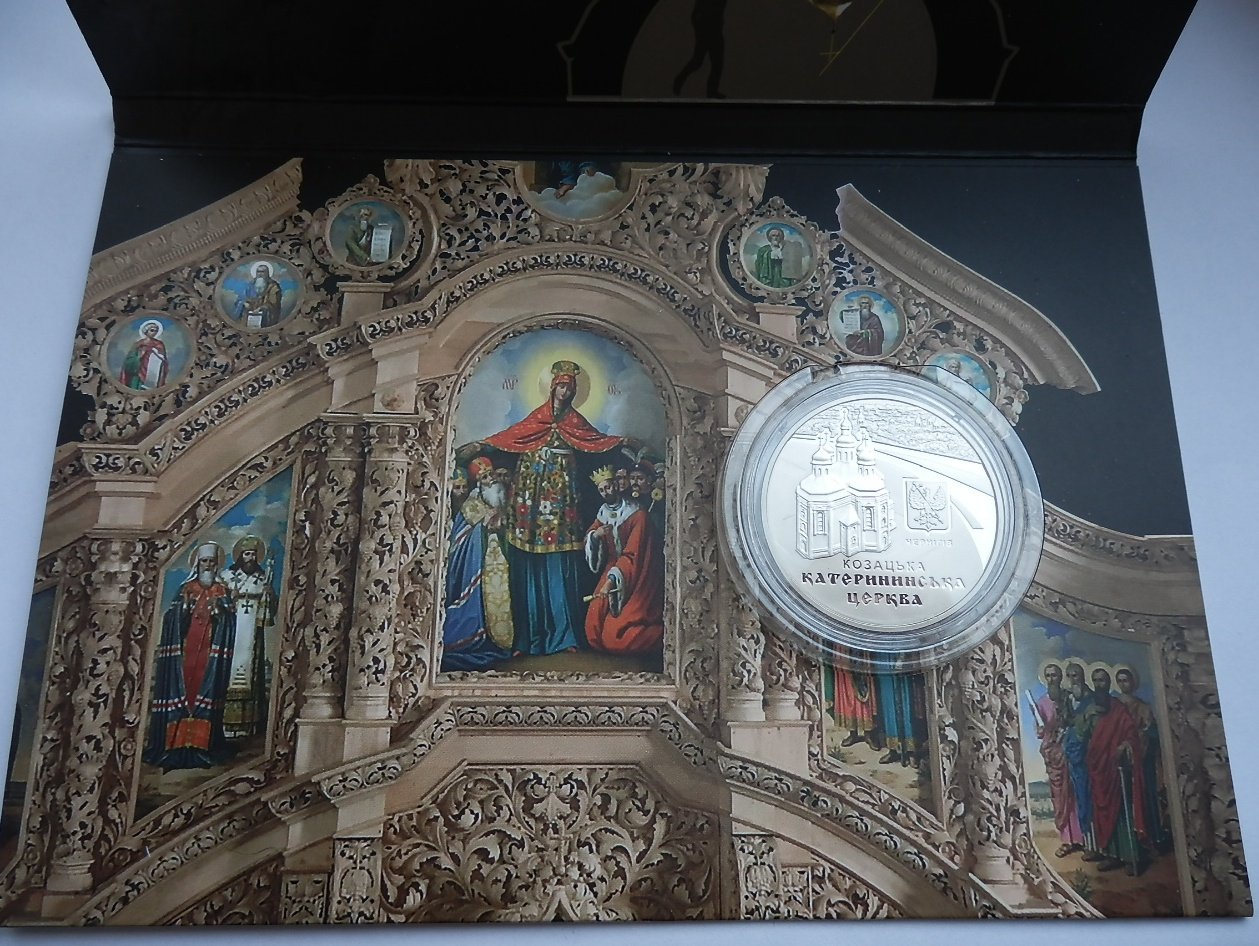
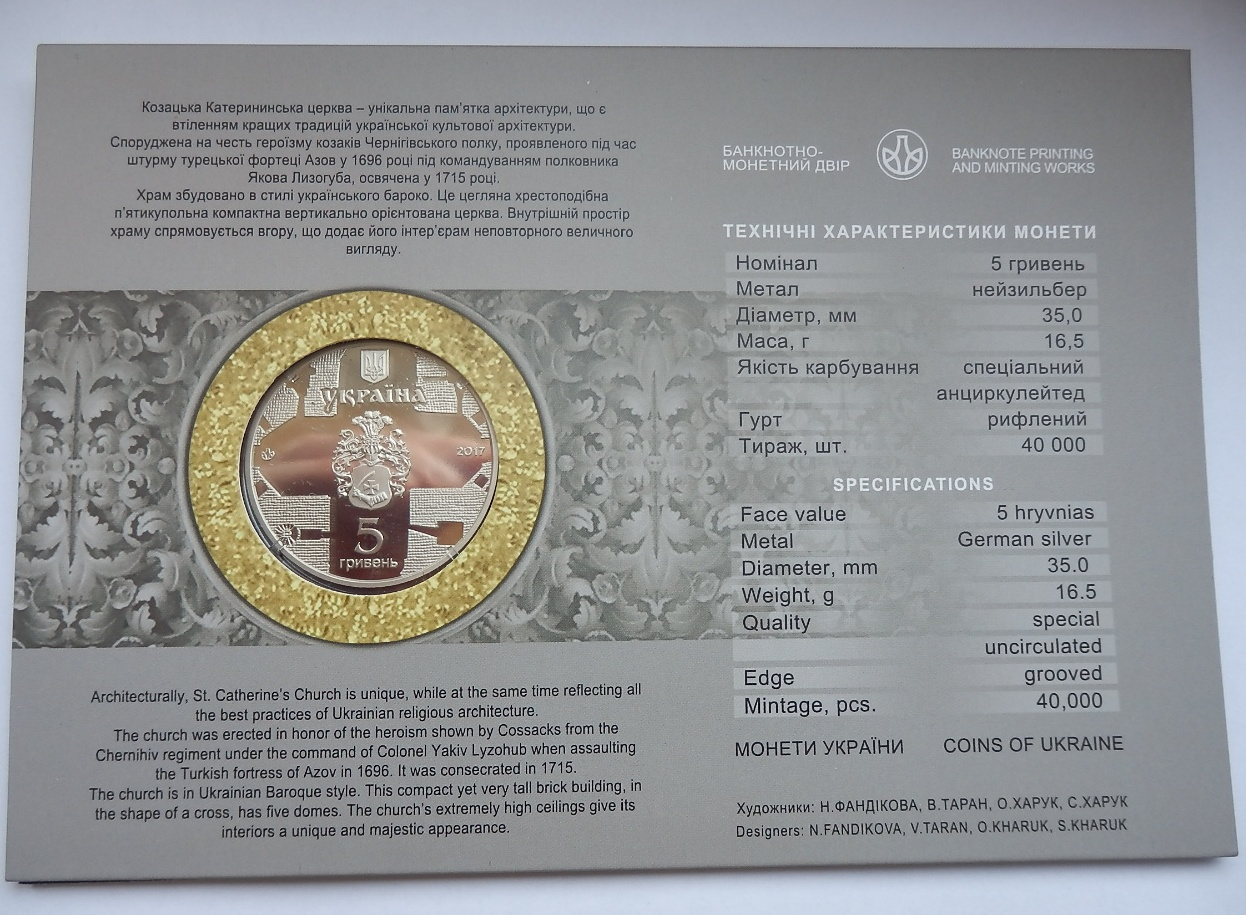

## Автори

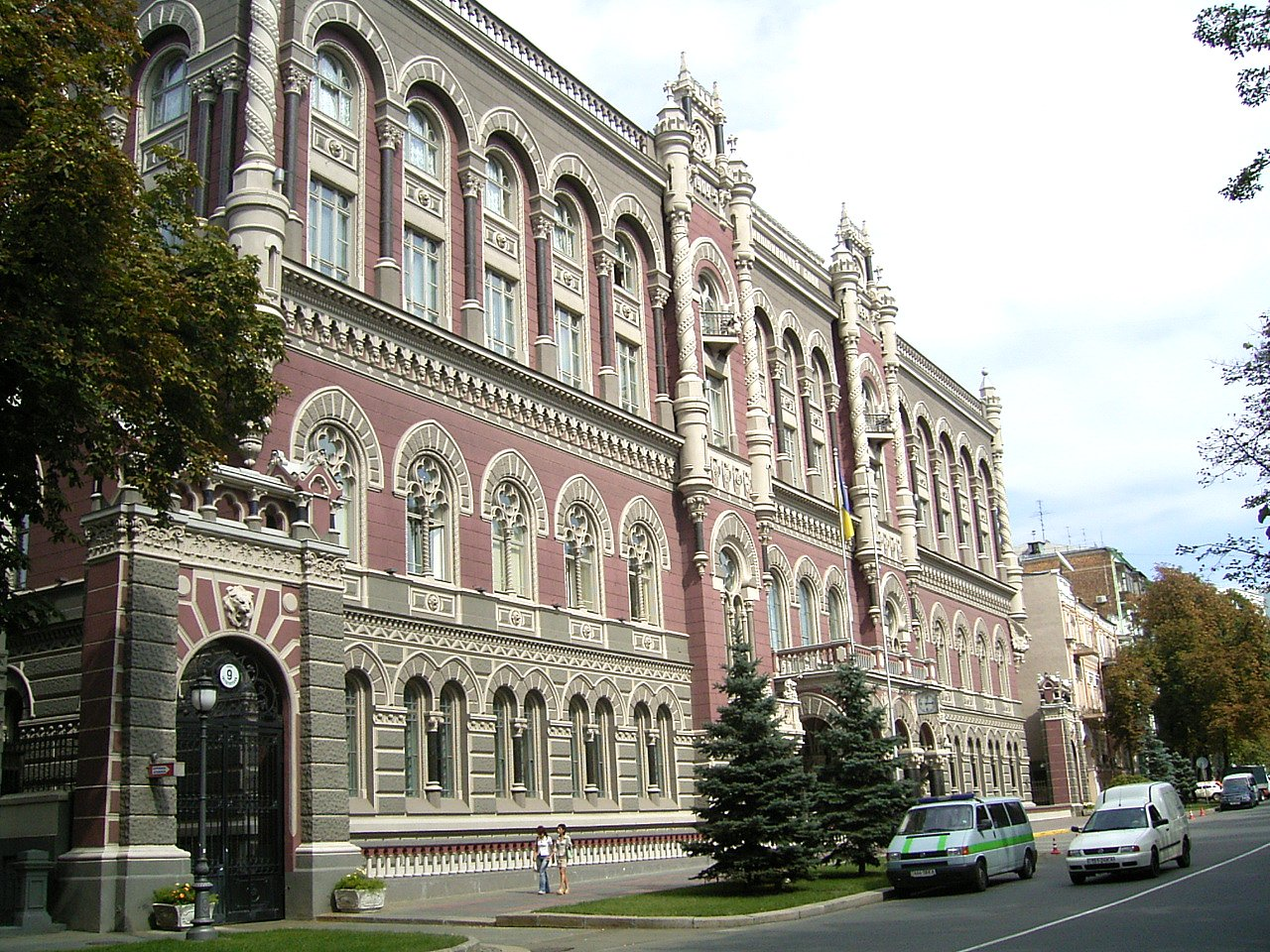
Будівля Національного банку України

- Художники: Таран Володимир, Харук Олександр, Харук Сергій.
- Скульптори: Демяненко Анатолій, Дем'яненко Володимир.

## Вартість монети
Під час введення монети в обіг 2017 року, Національний банк України реалізовував монету через свої філії за ціною 43 гривні.
Фактична приблизна вартість монети з роками змінювалася так:
| Рік        | 2018 | 2019 | 2020 | 2021 | 2022 | 2023 | 2024 | 2025 |
| ---------- | ---- | ---- | ---- | ---- | ---- | ---- | ---- | ---- |
| Ціна, грн. | 65   | 65   | 70   | 85   | 95   | 200  | 300  | 340  |